# Frenkie de Jong
Frenkie de Jong (n. 12 mai 1997, Arkel⁠(d), Olanda de Sud, Țările de Jos) este un fotbalist neerlandez, care evoluează la FC Barcelona pe postul de mijlocas central. 

## Cariera de jucător
Născut în Arkel, de Jong și-a început cariera profesională la Willem II în 2015, dar a fost transferat la Ajax în schimbul sumei de 9,11 milioane de lire sterline. În capitala olandeză, a strălucit ca mijlocaș defensiv și a devenit cunoscut pentru driblingul său, inteligența, controlul strict al mingii și varietatea sa. În iulie 2019, a fost transferat la clubul spaniol FC Barcelona, suma inițială de transfer fiind de 75 de milioane de euro.

## Palmares
Individual
- Talentul sezonului din Eerste Divisie: 2016–17
- Jucătorul lunii din Eredivisie: decembrie 2018, februarie 2019

## Statistici
La meciul jucat pe 21 aprilie 2024.
| Club          | Sezon         | Campionat      | Campionat | Campionat | Cupă    | Cupă   | Europa  | Europa | Altele  | Altele | Total   | Total  |
| Club          | Sezon         | Divizie        | Meciuri   | Goluri    | Meciuri | Goluri | Meciuri | Goluri | Meciuri | Goluri | Meciuri | Goluri |
| ------------- | ------------- | -------------- | --------- | --------- | ------- | ------ | ------- | ------ | ------- | ------ | ------- | ------ |
| Willem II     | 2014–15       | Eredivisie     | 1         | 0         | 0       | 0      | —       | —      | —       | —      | 1       | 0      |
| Willem II     | 2015–16       | Eredivisie     | 1         | 0         | 1       | 0      | —       | —      | —       | —      | 2       | 0      |
| Willem II     | Total         | Total          | 2         | 0         | 1       | 0      | —       | —      | —       | —      | 3       | 0      |
| Jong Ajax     | 2015–16       | Eerste Divisie | 15        | 2         | —       | —      | —       | —      | —       | —      | 15      | 2      |
| Jong Ajax     | 2016–17       | Eerste Divisie | 31        | 6         | —       | —      | —       | —      | —       | —      | 31      | 6      |
| Jong Ajax     | Total         | Total          | 46        | 8         | —       | —      | —       | —      | —       | —      | 46      | 8      |
| Ajax          | 2016–17       | Eredivisie     | 4         | 1         | 3       | 0      | 4       | 0      | —       | —      | 11      | 1      |
| Ajax          | 2017–18       | Eredivisie     | 22        | 0         | 2       | 1      | 2       | 0      | —       | —      | 26      | 1      |
| Ajax          | 2018–19       | Eredivisie     | 31        | 3         | 4       | 0      | 17      | 0      | —       | —      | 52      | 3      |
| Ajax          | Total         | Total          | 57        | 4         | 9       | 1      | 23      | 0      | —       | —      | 89      | 5      |
| Barcelona     | 2019–20       | La Liga        | 29        | 2         | 3       | 0      | 9       | 0      | 1       | 0      | 42      | 2      |
| Barcelona     | 2020–21       | La Liga        | 37        | 3         | 5       | 3      | 7       | 0      | 2       | 1      | 51      | 7      |
| Barcelona     | 2021–22       | La Liga        | 32        | 3         | 2       | 0      | 12      | 1      | 1       | 0      | 47      | 4      |
| Barcelona     | 2022–23       | La Liga        | 33        | 2         | 2       | 0      | 6       | 0      | 2       | 0      | 43      | 2      |
| Barcelona     | 2023–24       | La Liga        | 20        | 2         | 3       | 0      | 5       | 0      | 2       | 0      | 30      | 2      |
| Barcelona     | Total         | Total          | 151       | 12        | 15      | 3      | 39      | 1      | 8       | 1      | 213     | 17     |
| Total carieră | Total carieră | Total carieră  | 256       | 24        | 25      | 4      | 62      | 1      | 8       | 1      | 351     | 30     |

1. ↑  Include KNVB Cup, Copa del Rey
2. ↑  Apariții în UEFA Europa League
3. 1 2 3 4 5  Apariții în UEFA Champions League
4. 1 2 3 4 5  Apariții în Supercopa de España
5. ↑  Șase apariții în UEFA Champions League, șase apariții și un gol în UEFA Europa League
6. ↑  Patru apariții în UEFA Champions League, două apariții în UEFA Europa League